# Swingin' Suite
| Recensione | Giudizio |
| ---------- | -------- |
| AllMusic   |          |

Swingin' Suite è un album a nome Red Callender and His Modern Octet, pubblicato dall'etichetta discografica Modern Records nel maggio del 1956.

## Tracce

### LP
Lato A
Musiche di Red Callender.
1. Skyline – 3:01
2. Sleigh Ride – 3:05
3. All for You – 3:15
4. Outlines – 3:15
5. Walking on Air – 2:45
6. You're Part of Me – 3:23

Lato B
Musiche di Red Callender.
1. On Again – 2:30
2. Greenery – 3:05
3. Pastel – 3:45
4. October Blue – 3:00
5. Dancers – 3:15
6. Bihari – 4:25

## Formazione
Red Callender and His Modern Octet
- Red Callender – contrabbasso
- Parr Jones – tromba
- John Ewing – trombone
- Buddy Collette – sassofono tenore, flauto
- William Green – sassofono alto
- Clyde Dunn – sassofono baritono
- Eddie Beal – pianoforte
- Bill Douglas – batteria
- Frank Bode (Uffe) – bongos

Note aggiuntive
- Florette Bihari – produttore, art direction copertina album [3]